# クッシング反射
クッシング反射は、1902年にアメリカの脳神経外科医ハーヴェイ・ウィリアムス・クッシングが報告した反射である。クッシング反応（Cushing reaction）、クッシング兆候、クッシング徴候（Cushing's sign）、クッシング現象とも呼ばれる。

## 機序
脳腫瘍、特に後頭蓋窩の腫瘍、脳炎、脊髄炎、脳外傷、テントヘルニアなどの中枢神経性疾患では、頭蓋内圧・頭蓋内圧亢進による延髄孤束核などの脳幹部の機械的ストレスを介して脳血流が減少し、脳虚血となる。これに対応し脳の血流を確保するため血管中枢や交感神経を刺激し、心拍数・心収縮力の増加や血圧上昇が起こり、末梢交感神経活性が亢進することで、末梢血管収縮を伴う高血圧などを呈し、結果として頸動脈洞と大動脈弓などの圧受容体が刺激され徐脈となる。